# Acido juniperonico
L'acido juniperonico è un acido grasso omega-3 con 20 atomi di carbonio e 4 doppi legami.
Si tratta di un isomero dell'acido eicosatetraenoico al pari del più noto acido grasso omega-6, l'acido arachidonico.
Isolato per la prima volta nel 1963 sulle foglie e sui frutti del Ginkgo biloba da JL Gellerman e H. Schlenk. è stato poi individuato negli oli di altre piante, specialmente conifere:  Cipresso delle paludi o Taxodium distichum (14,25%), Cupressus funebris (10,27%), tuja o Platycladus orientalis o Biota orientalis (9%),Taxus cuspidata (6,8%), ecc.; in altre piante con fiori: Ephedra gerardianaìì (19,2%), Caltha sp. (9,4%), Ephedra nevadensis (9,3%) ed Ephedra przewalskii (8,8%), tra gli altri; e in alcuni animali marini.
Successivamente è stato scoperto che nell'olio di semi di ginepro, Juniperus communis, è in alta concentrazione (18%), motivo per cui viene chiamato acido juniperonico..È stato sintetizzato per la prima volta nel 2010 da A. Vik e collaboratori.
I semi di tuja sono usati nella medicina tradizionale cinese. Questo acido presenta un'interessante attività biologica e diventa acido α-linolenico nei modelli animali.